# MÁV VI
Die MÁV VI waren Güterzug-Schlepptenderlokomotiven der Ungarischen Staatsbahnen (MÁV).
Die sechs Lokomotiven stellte die Mödlinger Lokomotivfabrik während ihres kurzen Bestehens 1874 her.
Im Vergleich zur Kategorie V hatten diese Fahrzeuge etwas größere Dimensionen, die einem freizügigen Einsatz auf den Nebenbahnen der MÁV entgegenstanden.
Im Zuge von Umbauten erhielten sie die in Ungarn übliche lange Rauchkammer, wodurch sich die Längen und Gewichte marginal erhöhten.
Ab 1911 wurden sie mit 373,001–006 bezeichnet.